# Perithemis intensa
Perithemis intensa is een libellensoort uit de familie van de korenbouten (Libellulidae), onderorde echte libellen (Anisoptera).
De wetenschappelijke naam Perithemis intensa is voor het eerst geldig gepubliceerd in 1889 door Kirby.